# ماتان
ماتان (به فرانسوی: Matane) شهرکی در منطقه شهری ماتان ناحیه با-سن-لوران در استان کبک کانادا است. در سرشماری سال ۲۰۱۱ این شهرک ۱۴٬۸۱۲ نفر جمعیت داشته‌است و مساحت آن ۲۱۴٫۶۳ کیلومتر مربع است.